# George al V-lea al Regatului Unit
George al V-lea (George Frederick Ernest Albert), (n. 3 iunie 1865, Casa Marlborough, Anglia, Regatul Unit al Marii Britanii și Irlandei – d. 20 ianuarie 1936, Sandringham, Anglia, Regatul Unit) a fost primul monarh britanic al Casei de Windsor, care a fost creată din Casa de Saxa-Coburg-Gotha. A fost primul împărat al Indiei și primul rege al Statelor Libere Irlandeze. A domnit din 6 mai 1910 până la moartea sa în 1936.

## Primii ani

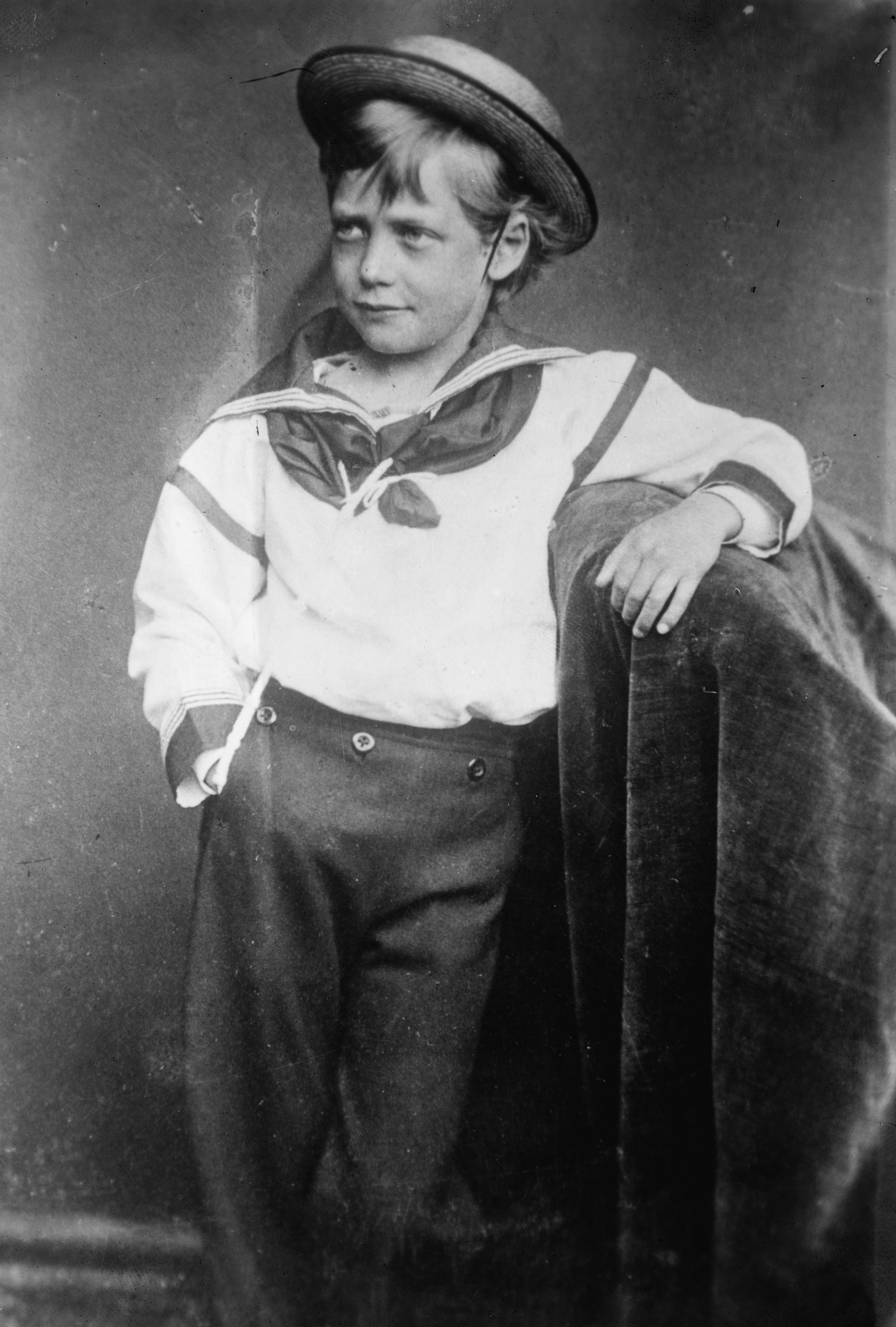
Prințul George, 1870

George s-a născut pe 3 iunie 1865, la Casa Marlboro din Londra. Tatăl său a fost Prințul de Wales (viitorul rege Eduard al VII-lea), fiul cel mai mare al reginei Victoria și al prințului Albert de Saxa-Coburg și Gotha. Mama sa a fost prințesa de Wales (viitoarea regină Alexandra), fiica cea mai mare a regelui Christian al IX-lea al Danemarcei.
A fost botezat în Capela privată din Castelul Windsor, la 7 iulie 1865. Fiind copilul mai mic al prințului de Wales, nu era de așteptat ca George să devină rege, deoarece fratele său mai mare, Albert era al doilea în linia de succesiune la tron după tatăl lor.
Având în vedere că George s-a născut la doar cincisprezece luni după fratele său, prințul Albert Victor, s-a decis ca cei doi frați să fie educați împreună. Prințul de Wales l-a numit pe John Neale Dalton ca tutore. Pentru că tatăl lor credea că "cea mai bună cale de formare pentru orice băiat" easte Marina Militară, în septembrie 1877 cei doi frați au început formarea la nava HMS Britannia, la Dartmouth. Apoi, timp de trei ani din 1879, cei doi frați regali au servit pe HMS Bacchante, însoțiți de Dalton. Când au revenit în Marea Britanie, frații au fost separați; Albert Victor a intrat la Trinity College, Cambridge și George s continuat în Marina Regală. El a călătorit în lume și a vizitat mai multe zone ale Imperiului Britanic, servind în mod activ în Marina Militară, până la ultima sa comandă în 1891. De atunci, rangul său naval a fost în mare măsură de onoare.

## Căsătoria
În timpul serviciului în Marina Militară, prințul George s-a îndrăgostit de fiica unchiului său prințul Alfred, Duce de Edinburgh, verișoara sa, Maria de Edinburgh. Bunica sa, tatăl și unchiul erau de acord însă mama sa și Ducesa de Edinburgh s-au împotrivit. Mama sa, prințesa de Wales, s-a gândit că familia era prea  filogermană și Ducesei de Edinburgh nu îi plăcea Anglia. Când George a cerut-o în căsătorie, Maria a refuzat, sfătuită de mama ei. Mai târziu a devenit regină a României.
În 1891, fratele său Albert Victor s-a logodit cu verișoara sa, Mary de Teck, singura fiică a prințului Francis, Duce de Teck și a prințesei Mary Adelaide de Cambridge. Șase săptămâni mai târziu, prințul Albert a murit de pneumonie, lăsându-l pe George al doilea moștenitor la tronul britanic. Aceast lucru a încheiat cariera lui George în Marină el asumându-și un rol politic.
Regina Victoria l-a convins pe George să o ceară în căsătorie pe prințesa Mary de Teck, care a acceptat. Căsătoria a fost reușită și în toată viața lor de cuplu au existat scrisori de iubire. Căsătoria a avut loc la 6 iulie 1893 la Capela Regală de la Palatul St James din Londra. The Times a susținut că la nuntă, mulțimea putea să-l confunde pe prințul George cu Nicolae al Rusiei (mai târziu, Țarul Nicolae al II-lea), din cauza bărbii și din cauza hainelor. Figura lor facială era diferită doar de aproape.

## Duce de York

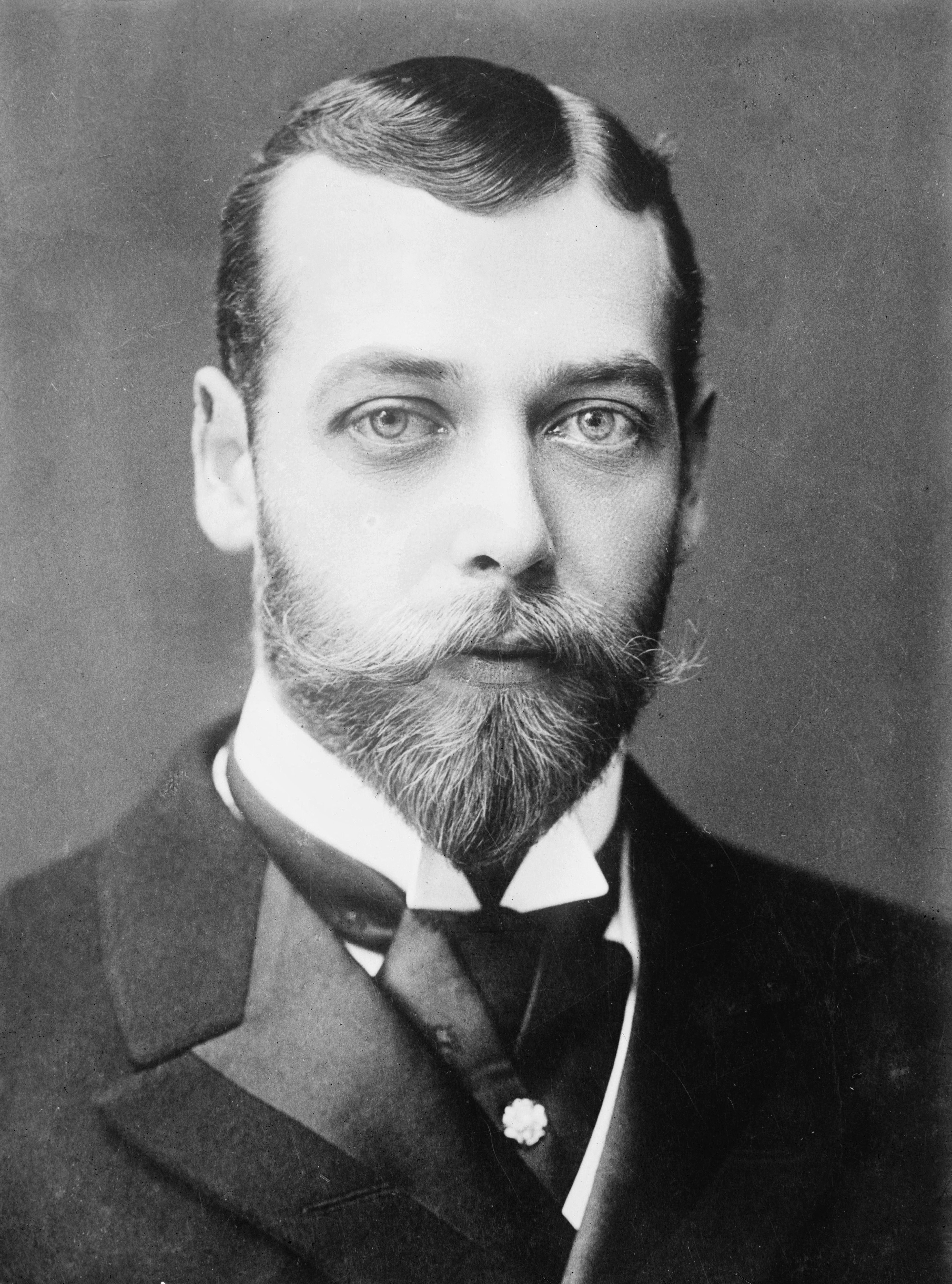
George ca Duce de York, 1893

La 24 mai 1892 Regina Victoria l-a numit pe George, Duce de York, Conte de Inverness și Baron de Killarney. După căsătoria cu George, prințesa Mary de Teck a devenit Ducesă Regală de York.
Ducele și Ducesa de York au trăit în principal la casa din York, o casă relativ mică în Sandringham, Norfolk unde aveau un mod de viață mai degrabă asemănător cu al unei familii din mica burghezie decât al unei familii regale.  George a preferat o viață simplă, liniștită, în contrast cu părinții săi.
 
George a fost un bine cunoscut colecționar de timbre și a jucat un rol important în constituirea Colecției Regale de Filatelie. Entuziasmul lui pentru timbre a fost denigrat de către intelectualitate.
Randolph Churchill a susținut că George a fost un tată strict, în măsura în care copiii săi au fost terifiați de el. George și Mary au avut cinci fii și o fiică.
La moartea reginei Victoria la 22 ianuarie 1901, tatăl lui George a urcat pe tronul britanic ca regele Eduard al VII-lea iar George a moștenit titlul de Duce de Cornwall și Duce de Rothesay. În 1901, George și Mary au făcut turul Imperiului britanic. Turul lor a inclus Africa de Sud, Canada, Noua Zeelandă. În Australia, Ducele a deschis prima sesiune a parlamentului australian.
 La 9 noiembrie 1901, George a fost numit Prinț de Wales și Conte de Chester.

## Rege al Imperiului

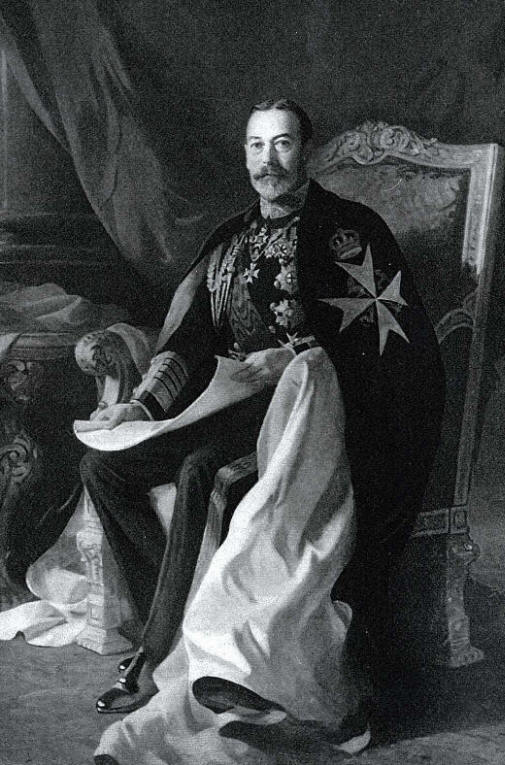
Regele George al V-lea

La 6 mai 1910, Eduard al VII-lea a murit iar Prințul de Wales a devenit regele George al V-lea.
În 1911, regele și regina au călătorit în India unde a avut loc ceremonia de încoronare ca împărat și împărăteasă a Indiei. Apoi, cuplul imperial a călătorit prin India; George a profitat de ocazie și a mers la vânătoare de tigrii, împușcând 21.

Din 1914 până în 1918 în timpul Primului Război Mondial, Marea Britanie a intrat în război contra Germaniei. Kaiserul Germaniei, William al II-lea, era verișorul primar al regelui. Regina Mary, deși britanică ca și mama sa, era fiica Ducelui de Teck, descendent al conducătorilor germani ai Casei de Württemberg.

Bunicul patern era Prințul Albert de Saxa-Coburg și Gotha; regele și copiii lui purtau titlul de Prinț și Prințesă de Saxa-Coburg și Gotha și Duce și Ducesă de Saxonia. La 17 iulie 1917, George V schimbă denumirea Casei Regale britanice din Casa de Saxa-Coburg și Gotha în Casa de Windsor, pentru a menaja sentimentele britanicilor. A adoptat în mod specific Windsor ca nume de familie pentru toți descendenții reginei Victoria care trăiau în Marea Britanie cu excepția femeilor care s-au căsătorit în alte familii și descendenții lor.
Astfel, peste noapte, verișorul său, Prințul Louis de Battenberg, a devenit Louis Mountbatten, Marchiz de Milford Haven, în timp ce cumnatul său, Ducele de Teck, a devenit Adolphus Cambridge, Marchiz de Cambridge. Alții cum ar fi Prințesa Marie Louise de Schleswig-Holstein și Prințesa Helena Victoria de Schleswig-Holstein, au încetat să-și mai folosească în titlu denumirile teritoriale. Regele a restricționat titlul de "Alteța Sa Regală" pentru copiii suveranului, copiii copiilor suveranului iar pentru cel mai mare fiu al suveranului titlul de Prinț de Wales.
Când Țarul Nicolae al II-lea, verișorul primar al regelui (mamele lor erau surori) a fost răsturnat în urma Revoluției Ruse din 1917, guvernul britanic a oferit azil pentru Țar și familia lui dar înrăutățirea condițiilor pentru poporul britanic și temerile că revoluția ar putea ajunge și în Insulele Britanice, l-au determinat pe George să creadă că prezența Romanovilor ar putea părea inadecvată în condițiile date.
Țarul și familia sa au rămas în Rusia și au fost uciși de bolșevicii revoluționari în 1918. Anul următor, mama lui Nicolae al II-lea (mătușa lui George) Maria Feodorovna și alți membri ai familiei imperiale ruse extinse au fost salvați din Crimeea de o navă britanică. La două luni după terminarea războiului, fiul cel mic al regelui, Prințul John a murit la vârsta de 13 ani.
Relația lui George cu moștenitorul său, Prințul Eduard, s-a deteriorat în ultimii ani ai vieții regelui. George era îngrozit de problemele lui Eduard cu mai multe femei căsătorite, și era reticent în a-l vedea pe Eduard moștenind coroana. În contrast, îl găsea potrivit pe cel de-al doilea fiu al său, Prințul Albert (mai târziu George VI) și pe nepoata sa cea mare, Elisabeta. Îi spunea nepoatei sale "Lilibet" iar ea îi spunea "Grandpa England".

## Decesul
Primul Război Mondial și-a pus amprenta asupra sănătății regelui, iar fumatul excesiv a dus la probleme de respirație. A suferit de emfizem, bronșită, boli cronice obstructive pulmonare și pleurezie. În 1928, a căzut serios bolnav și pentru următorii doi ani, fiul său Eduard a preluat multe din îndatoririle regelui. Regele George al V-lea a murit la 20 ianuarie 1936 la ora 23:55.

## Titluri, onoruri și arme
| See adjacent text             |
| Stema de arme ca Duce de York |

| See adjacent text               |
| Stema de arme ca Prinț de Wales |

| See adjacent text                                                        |
| Stema de arme ca George al V-lea al Regatului Unit (cu excepția Scoției) |

| See adjacent text                          |
| Stema de arme ca George al V-lea în Scoția |